# Илийско
Илийско (болг. Илийско) — село в Болгарии. Находится в Кырджалийской области, входит в общину Джебел. Население составляет 128 человек.

## Политическая ситуация
В местном кметстве Великденче, в состав которого входит Илийско, должность кмета (старосты) исполняет Сезгин Сюлейман Ахмед (Движение за права и свободы (ДПС)) по результатам выборов.
Кмет (мэр) общины Джебел — Бахри Реджеб Юмер (Движение за права и свободы (ДПС)) по результатам выборов.